# Los Botines
Los Botines fue un grupo español de rock fundado en Madrid a finales de 1964 por Manolo Pelayo (vocalista y guitarrista solista), Manuel Varela (baterista) y Francisco Candela (guitarrista rítmico); todos ellos componentes, anteriormente, del grupo Los Diablos Negros. Con la incorporación de los suizos Daniel Grandchamp (organista) y Dominique Varcher (bajista) se configuraron definitivamente como quinteto.

## Biografía
La agrupación surgió animada por el éxito de Los Brincos y con la intención de disputarles el primer puesto en las listas de éxitos nacionales. Fichados por la discográfica Columbia (que no debe ser confundida con la multinacional del mismo nombre), son lanzados con una importante campaña en los medios nacionales llegando incluso a actuar como teloneros de The Animals.
En 1965 aparece su primer disco, un Ep con cuatro temas entre los que destaca como lanzamiento principal una versión masculina de la famosa canción «Chica ye ye». Pero, aunque obtiene cierto eco a nivel comercial y mediático, los resultados no son los que la compañía esperaba. Como consecuencia, se producen una serie de cambios de formación, y los músicos suizos abandonaron el grupo para ser reemplazados, sucesivamente (no al mismo tiempo), por dos británicos, quienes también durarían escasos meses.
Así, configurados como cuarteto, grabaron un nuevo Ep, basado casi exclusivamente en versiones y publicado antes de que terminase el año. Tampoco esta vez las ventas fueron las previstas. Tras la salida del último de sus componentes extranjeros, el grupo volvió a constituirse (ahora con miembros exclusivamente españoles) en quinteto con la adición de dos antiguos componentes de Cefe y Los Gigantes. Pero el principal cambio tuvo lugar con el abandono, a principios de 1966, de su líder y cantante, Manolo Pelayo; quien se apartó de la agrupación para seguir una carrera en solitario.
Para sustituirle entró un joven alicantino llamado Camilo Blanes Cortés, quien había tocado en Los Daysons. Con él, el grupo inició un período de mayor éxito. En 1966, tras fichar con Sonoplay, publicaron un sencillo con un sonido más áspero, más cercano a su vocación original, que obtiene mejores resultados que sus discos anteriores. Incrementaron el número de conciertos y apariciones televisivas y, sobre todo, rodaron dos películas: «Hamelín» (1966; protagonizada por el roquero Miguel Ríos) y «Los chicos del Preu» (1967; en la que Camilo Blanes compartió papel estelar con la cantante yeyé Karina).
Curiosamente, en 1967, cuando el grupo estaba empezando a adquirir bastante fama y éxito comercial y crítico, la formación se disolvió. Su vocalista, Camilo Blanes iniciaría tres años después una exitosa carrera como cantante melódico bajo el nombre de «Camilo Sesto»; practicando un estilo muy alejado del rock que había caracterizado a la banda.

## Discografía
- Ep: «Chico ye-ye / Me marcharé / Aleluya Surf / Lo que sientes por mí» (Columbia, 1965)
- Ep: «Capri, c'est fini / I got you babe / Pan y mantequilla / Yesterday» (Columbia, 1965)
- single: «Te voy a explicar / Eres un vago» (Sonoplay, 1966)